# Steinsammler

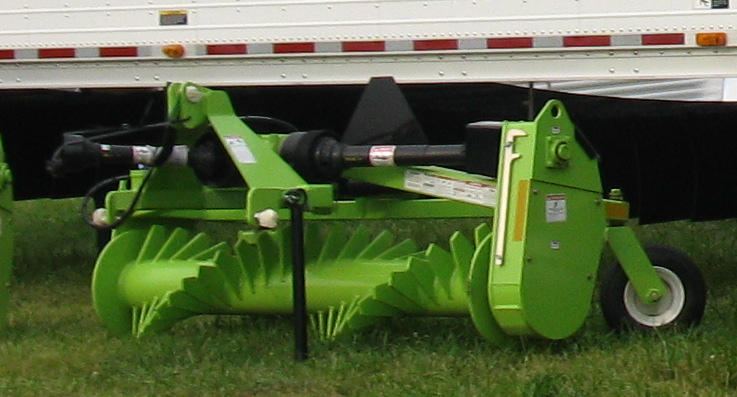
Steinschwader

Ein Steinsammler (je nach Bauart auch Steinschwader genannt) ist eine Landmaschine zum Entfernen von größeren Steinen (Entsteinen) von landwirtschaftlichen Nutzflächen, wie z. B. Äckern. Normalerweise wird der Steinsammler als Anhänger verwendet und mit einem Traktor als Zugmaschine kombiniert.

## Funktion
Die meisten Geräte machen sich die Größenunterschiede zwischen Steinen und Erdklumpen zunutze. Mithilfe von Sieben werden Steine separiert, bei Steinsammlern in einen Bunker überladen, bei Steinschwadern ähnlich wie bei Schwadern in einer Reihe (Schwad) abgelegt. Voraussetzung ist ein möglich siebfähiger, unkrautfreier Boden. Ebenso stören Erntereste wie Maisstroh den Einsatz der Geräte.

## Gründe für das Entsteinen von Feldern
Das Entsteinen von Feldern hat je nach Ausgangsbesatz (Menge und Größe der Steine im Ackerboden) verschiedene Vorteile:
- Schäden an rotierenden Geräten wie Kreiseleggen werden verringert. Zudem mindert sich die Gefahr von umherschleudernden Steinen.
- Ein unterbrechungsfreieres Arbeiten ist auch bei Bodenbearbeitungsgeräten ohne rotierende Teile wie Pflügen aufgrund geringerer Zahl von Beschädigungen möglich. Beispielsweise sind Pflüge verbreitet mit sogenannten Steinsicherungen durch Scherschrauben vor Überlastung und gravierenden Beschädigungen geschützt; das Zurückdrücken des ausgelenkten Teiles, das Entfernen des Schraubenrestes sowie das Montieren der neuen Scherschraube kostet aber viel Arbeitszeit.
- Reinheit des Erntegutes: Im Erdboden wachsende Erntegüter wie Kartoffeln werden zunächst zusammen mit viel Erdreich geerntet, Erde kann abgesiebt werden, Steine müssten ohne vorangegangene Entsteinung aufwendig aussortiert werden.
- Schäden durch Steine an den Reifen der landwirtschaftlichen Maschinen werden verringert.
- Bei hohem Ausgangsbesatz des Ackerbodens mit Steinen ergibt sich nach dem Steinsammeln ein gleichmäßigerer Bewuchs.
- Bei Wurzelgemüsen wie beispielsweise Karotten kann starker Steinbesatz des Bodens zu unregelmäßig gewachsenen und nicht vermarktungsfähigen Knollen bzw.  Rüben führen.[1]

## Ähnliche Technik

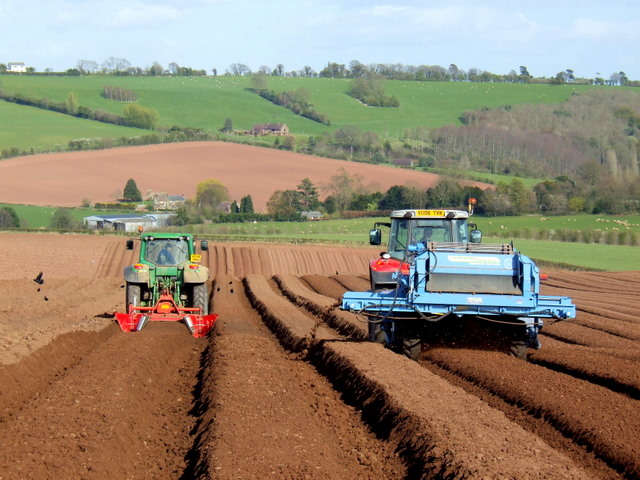
Separator auf einem Kartoffelfeld

Im Beetanbau von Kartoffeln werden Steine und Erdkluten in Schwaden abgelegt. Die Kartoffeldämme werden hierbei gezielt zwischen diesen Schwaden angelegt. Von Vorteil ist hierbei, dass bei der Ernte störende Erdkluten nur in geringem Anteil in den Dämmen vorhanden sind. Das Verfahren des Beetanbaus ist vor allem in skandinavischen Ländern weit verbreitet.